# A Kid in King Arthur's Court
A Kid in King Arthur's Court (en España: Aventuras en la corte del Rey Arturo) (en Latinoamérica: Un niño en la corte del Rey Arturo) , es una película familiar de 1995, de Walt Disney Pictures, dirigida por Michael Gottlieb. Basada en la famosa novela de Mark Twain titulada A Connecticut Yankee in King Arthur's Court.

## Argumento
Calvin Fuller (Thomas Ian Nicholas), un adolescente de California, algo inseguro y que atraviesa un difícil momento, es transportado a la Edad Media, a la Corte del Rey Arturo (Joss Ackland), gracias al poder y a la magia de Merlín (Ron Moody). Calvin se hace amigo del Maestro Kane (Daniel Craig) y curiosamente de las princesas Sarah (Kate Winslet) y Katey (Paloma Baeza), quien contraerá matrimonio con aquel que gane el torneo que está a punto de celebrarse.

## Reparto
| Actor               | Personaje      |
| ------------------- | -------------- |
| Thomas Ian Nicholas | Calvin Fuller  |
| Kate Winslet        | Princesa Sarah |
| Daniel Craig        | Maestro Kane   |
| Joss Ackland        | Rey Arturo     |
| Art Malik           | Lord Velasco   |
| Paloma Baeza        | Princesa Katey |
| Ron Moody           | Merlín         |
| Barry Stanton       | Blacksmith     |

## Producción
La gran mayoría de la película ambientada en el siglo VI º fue grabada en Budapest, Hungría, mientras que el resto de la película ambientada en el siglo XX fue grabada en septiembre de 1994, en el campo de softball del London Central High School (LCHS), una institución americana en RAF Daws Hill, Alto Wycombe, Inglaterra.

## Recepción
En su lanzamiento la película fue universalmente denostada por la crítica.

### Cartelera
La película debutó en Cartelera en el puesto número 9. Y en la segunda semana de la película en el núm. 10.